# Vương Kiến Dân (trung tướng)
Vương Kiến Dân (王建民; sinh tháng 11 năm 1951) là Trung tướng Quân Giải phóng Nhân dân Trung Quốc (PLA). Ông từng giữ chức Phó Chính ủy Quân khu Lan Châu và Chính ủy Quân khu Tân Cương trực thuộc Quân khu Lan Châu.

## Tiểu sử
Vương Kiến Dân sinh tháng 11 năm 1951 tại Khánh Dương, tỉnh Cam Túc. Ông dành phần lớn sự nghiệp ở Quân khu Lan Châu với tư cách là sĩ quan chính trị. Tháng 9 năm 1990, ông được bổ nhiệm làm Phó Tổng Thư ký Cục Chính trị Quân khu Lan Châu. Tháng 1 năm 1993, ông được bổ nhiệm giữ chức Trưởng Ban Tuyên truyền, Cục Chính trị Quân khu Lan Châu.
Tháng 4 năm 1988, ông được bổ nhiệm làm Chính ủy Sư đoàn 11, Quân khu Tân Cương trực thuộc Quân khu Lan Châu. Tháng 7 năm 1999, ông được bổ nhiệm giữ chức Chủ nhiệm Chính trị Quân khu Nam Cương trực thuộc Quân khu Tân Cương. Tháng 6 năm 2003, ông được bổ nhiệm làm Chủ nhiệm Chính trị Quân khu Tân Cương. Tháng 12 năm 2003, ông được bổ nhiệm giữ chức Phó Chính ủy Quân khu Tân Cương kiêm Bí thư Ủy ban Kiểm tra Kỷ luật Đảng ủy Quân khu Tân Cương. Tháng 5 năm 2005, Vương Kiến Dân được bổ nhiệm làm Phó Chủ nhiệm Chính trị Quân khu Lan Châu.
Tháng 12 năm 2009, ông được bổ nhiệm giữ chức Chính ủy Quân khu Tân Cương, kế nhiệm Điền Tu Tư. Tháng 6 năm 2011, ông được thăng quân hàm Trung tướng. Tháng 7 năm 2013, Vương Kiến Dân được bổ nhiệm giữ chức vụ Phó Chính ủy Quân khu Lan Châu, kế nhiệm Lý Quốc Huy nghỉ hưu.
Tháng 12 năm 2014, Vương Kiến Dân về hưu sau khi tới 63 tuổi, độ tuổi nghỉ hưu bắt buộc đối với các chỉ huy cấp phó quân khu. Cũng vào thời điểm đó, Phạm Trường Bí, Phó Chính ủy khác của Quân khu Lan Châu, bị cách chức và điều tra vì tham nhũng. Họ được thay thế bởi hai trung tướng chuyển từ các quân khu khác: Thạch Hiểu từ Quân khu Thành Đô và Khang Xuân Nguyên từ Quân khu Bắc Kinh.